# تشارلز بيك
تشارلز بيك (بالإنجليزية: Charles Beck) هو باحث في تاريخ العصور الكلاسيكية وسياسي أمريكي، ولد في 19 أغسطس 1798 في هايدلبرغ في ألمانيا، وتوفي في 19 مارس 1866 في كامبريدج في الولايات المتحدة. انتخب عضو مجلس نواب ماساتشوستس.